# Helena Bergström
Helena Borgström (Gotemburgo, 5 de fevereiro de 1964) é uma atriz e realizadora sueca.
É conhecida pela sua participação no filme Änglagård (1992), e na peça de teatro Piaf.

## Obra

### Filmes
- BlackJack (1990)
- Änglagård (1992)
- Sista dansen (1993)

### TV
- Vidöppet (1983 e 1984)

### Realização cinematográfica
- En Underbar Jävla Jul (2015)
- Se upp för dårarna (2007)

## Prémios
- Guldbaggen (1994)